# آدریان پینتئا
آدریان پینتئا (رومانیایی: Adrian Pintea؛ ‏ تلفظ رومانیایی: [adriˈan ˈpinte̯a]؛ ‏ ۹ اکتبر ۱۹۵۴ – ۸ ژوئن ۲۰۰۷) بازیگر اهل رومانی بود.
از فیلم‌هایی که وی در آن نقش داشته‌است، می‌توان به ۷ ثانیه، جوانی بدون جوانی، میرچا، ترنسرها ۴، ولاد و نوسترآداموس اشاره کرد.